# 中国钩丝壳
中国钩丝壳（学名：Uncinula sinensis）是属于白粉菌目白粉菌科钩丝壳属的一种真菌，寄生在槐属植物上。该种分布于中国。
其种加词“sinensis”意为“中华的”。